# 유령

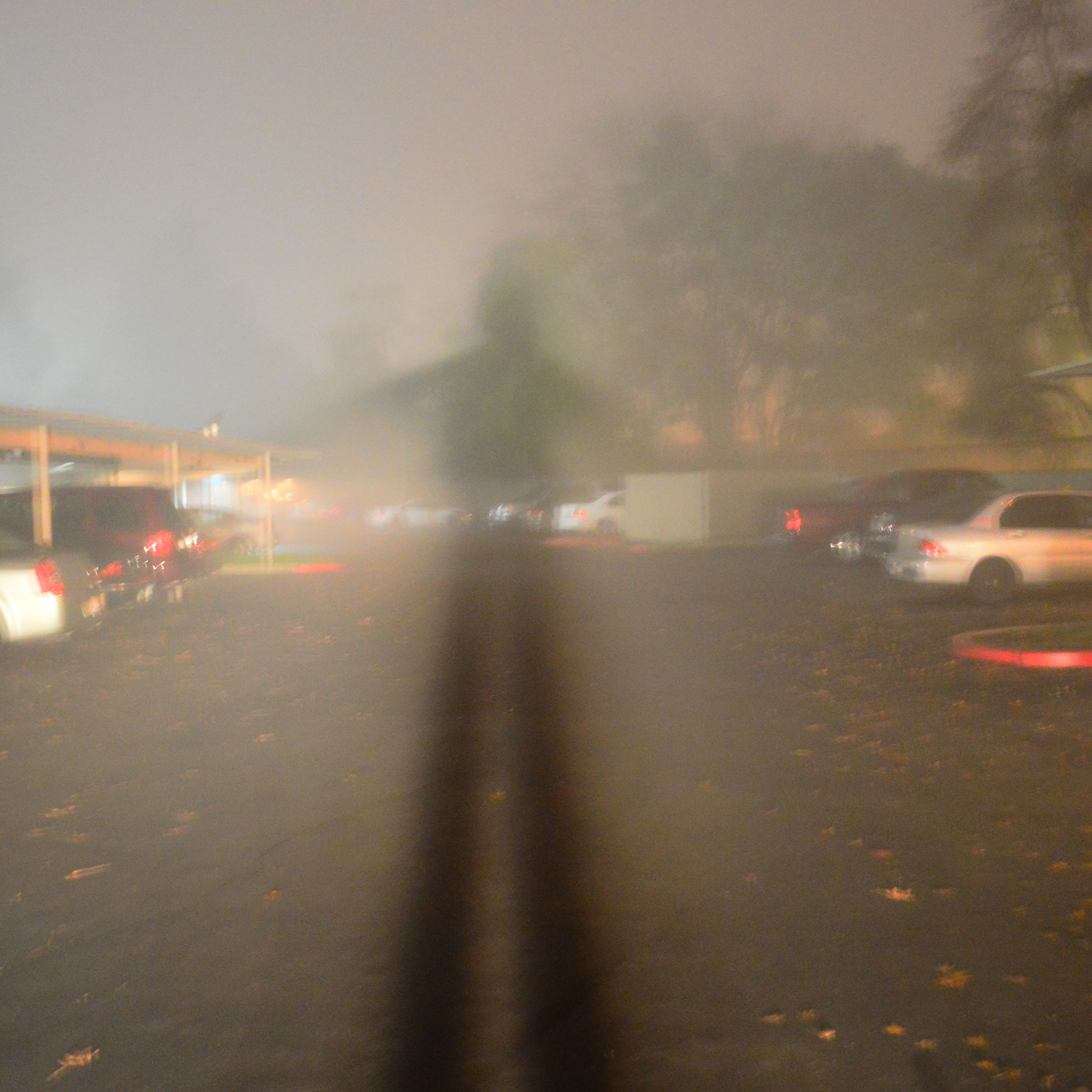
안개가 자욱한 밤에 자동차 헤드라이트 앞에 서서 만든 반인공 브로켄 유령.

유령(幽靈, 영어: ghost)은 육체가 없는 정신 또는 영혼으로 정의되는데, 사자의 혼령이 현세에 머물면서 생전의 모습으로 나타나는 것을 의미한다. 비디오 게임 등 여러 매체에서는 물리적 공격이 통하지 않는 언데드(undead)형으로 등장한다.
아울러, 유의어인 망령(亡靈)은 죽은 사람의 영혼이다.

## 같이 보기
- 귀신
- 악령
- 정령 (신화)
- 자크 데리다